# Madchester
A Madchester egy brit zenei mozgalom volt Manchesterben, Angliában az 1980-as évek végén és az 1990-es évek elején. A zenei színtér ötvözte az alternatív rock, a pszichedelikus rock és a dance elemeit. A mozgalom meghatározó zenekarai közé tartoztak többek között olyan együttesek, mint a The Stone Roses, Happy Mondays, Inspiral Carpets, a The Mock Turtles, a James és a The Charlatans. A mozgalom központjának számított a manchesteri The Haçienda nevű szórakozóhely, ahol ezek az együttesek felléptek.

## Fordítás
Ez a szócikk részben vagy egészben  a   Madchester című angol Wikipédia-szócikk fordításán alapul.  Az eredeti cikk szerkesztőit annak laptörténete sorolja fel. Ez a jelzés csupán a megfogalmazás eredetét és a szerzői jogokat jelzi, nem szolgál a cikkben szereplő információk forrásmegjelöléseként.